# The DNA Tour (turnê de Little Mix)
A The DNA Tour é a primeira turnê do grupo britânico Little Mix. A turnê consistiu de datas em Inglaterra, Escócia, País de Gales e Irlanda do Norte. O setlist incluiu canções do álbum de estreia da banda DNA, bem como covers e medleys. A turnê ganhou críticas positivas dos críticos, com alguns dizendo "Little Mix pode ter nascido de um show de talentos de TV, mas elas estão crescendo em um ato de classe".

## Desenvolvimento
O DNA Tour foi lançado em apoio ao álbum de estreia do Little Mix. A turnê foi anunciada em 3 de setembro de 2012, após as meninas chegaram ao # 1 com seu primeiro single Wings. Uma lista completa de datas foi anunciada em 4 de setembro. A pré-venda foi lançada em 6 de setembro com venda geral no dia 8. A turnê começou em 25 de janeiro de 2013 e terminou em 24 de fevereiro.

## Atos de abertura
- The Mend
- ReConnected
- Loveable Rogues

## Setlist
1. "We Are Who We Are"
2. "Stereo Soldier"
3. "Super Bass (Nicki Minaj cover)"
4. "Love Drunk"
5. "Always Be Together"
6. "Wings "
7. "How Ya Doin'?"
8. "Going Nowhere"
9. "Girl Band Medley"
10. "Don't Let Go (Love)" (En Vogue cover)
11. "Turn Your Face"
12. "Red Planet"
13. "Madhouse"
14. "E.T." (Katy Perry cover)
15. "Make You Believe"
16. "DNA"
17. "Change Your Life"
18. "Wings (reprise)"

## Datas da turnê
| Data              | Cidade        | País             | Local                            |
| ----------------- | ------------- | ---------------- | -------------------------------- |
| 25 Janeiro 2013   | Rhyl          | País de Gales    | Pavilion Theatre                 |
| 26 Janeiro 2013   | Rhyl          | País de Gales    | Pavilion Theatre                 |
| 28 Janeiro 2013   | Nottingham    | Inglaterra       | Nottingham Royal Concert Hall    |
| 29 January 2013   | Edinburgh     | Escócia          | [[Edinburgh Playhouse            |
| 30 January 2013   | Newcastle     | Inglaterra       | Newcastle City Hall              |
| 1 Fevereiro 2013  | Glasgow       | Escócia          | Clyde Auditorium                 |
| 2 Fevereiro 2013  | Sheffield     | Inglaterra       | Sheffield City Hall              |
| 3 Fevereiro 2013  | Liverpool     | Inglaterra       | Echo Arena Liverpool             |
| 5 Fevereiro 2013  | Wolverhampton | Inglaterra       | Wolverhampton Civic Hall         |
| 6 Fevereiro 2013  | Manchester    | Inglaterra       | O2 Apollo Manchester             |
| 8 Fevereiro 2013  | York          | Inglaterra       | Barbican                         |
| 9 Fevereiro 2013  | Blackpool     | Inglaterra       | Blackpool Opera House            |
| 11 Fevereiro 2013 | Plymouth      | Inglaterra       | Plymouth Pavilions               |
| 12 Fevereiro 2013 | Oxford        | Inglaterra       | New Theatre Oxford               |
| 13 Fevereiro 2013 | London        | Inglaterra       | Hammersmith Apollo               |
| 15 Fevereiro 2013 | Brighton      | Inglaterra       | Brighton Centre                  |
| 16 Fevereiro 2013 | Bournemouth   | Inglaterra       | Bournemouth International Centre |
| 18 Fevereiro 2013 | Bristol       | Inglaterra       | Colston Hall                     |
| 19 Fevereiro 2013 | Cardiff       | País de Gales    | Cardiff International Arena      |
| 21 Fevereiro 2013 | Ipswich       | Inglaterra       | Regent Theatre                   |
| 23 Fevereiro 2013 | Dublin        | Irlanda          | Olympia Theatre                  |
| 24 Fevereiro 2013 | Belfast       | Irlanda do Norte | Waterfront Hall                  |